# William Fairchild
William E. C. Fairchild (* 1. Juni 1918 in Boscastle, Cornwall, Vereinigtes Königreich; † 9. Mai 2000 in London) war ein britischer Schriftsteller (Theaterstücke und Romane) und Drehbuchautor mit gelegentlichen Ausflügen zur Regie.

## Leben und Wirken
Fairchild erhielt in der zweiten Hälfte der 1930er Jahre eine militärische Ausbildung am Royal Naval College in Dartmouth und wurde unmittelbar darauf, bei Kriegsausbruch 1939, zur Royal Navy eingezogen. Während seines Militärdienstes konnte Fairchild bereits über 50 Kurzgeschichten sowie das Instruktionsbuch “A Matter of Duty” veröffentlichen. Wieder zurück im Zivilleben, wechselte William Fairchild 1947 in die Filmindustrie. Anfänglich belieferte er C-Filme der winzig kleinen Highbury Studios mit seinen Manuskripten, ehe ihm 1951 ein großer Hit mit dem Drehbuch zu Carol Reeds Ostasien-Drama Der Verdammte der Inseln (nach einer Vorlage von Joseph Conrad) gelang. Anschließend wurden die Aufträge für Fairchild etwas anspruchsvoller, und man ließ ihn 1955 bei der Liebesromanze Verliebt in eine Königin sogar erstmals auch Regie führen. Dieser Film war ein beträchtlicher Erfolg und brachte seinem Macher Fairchild den Preis als Bester Nachwuchsregisseur bei den Internationalen Filmfestspielen von Venedig ein. Überdies wurde John und Julie, so der Originaltitel, auch für den Goldenen Löwen nominiert.
Trotz der frühen Erfolge blieb Fairchilds Wirken bei Film und Fernsehen eher eklektischer Natur. Er konzentrierte sich auf seine schriftstellerische Arbeit, die ihre Aufführung an mehreren Bühnen fand (u. a. Do Not Disturb (1959), The Sound of Murder (1960), Breaking Point (1963), Poor Horace (1970) und The Pay-Off (1974)) und hin und wieder, wie bei dem Doris-Day-Lustspiel Bitte nicht stören! und bei The Sound of Murder, auch verfilmt wurde. 1967 verfasste Fairchild das Manuskript zu dem dreistündigen Hollywood-Film Star! über das Leben der britischen Bühnenschauspielerin Gertrude Lawrence. Das ambitionierte Großprojekt war zwar ein Megaflop, brachte Fairchild nichtsdestotrotz 1969 eine Nominierung für den Drehbuchpreis WGA-Award ein. Es folgten einige Routineaufträge für das Fernsehen sowie wenig beachtete Drehbücher zu Thrillern wie Am Tor zur Freiheit liegt der Totenschein und Der Mackintosh-Mann. Mit dem mit drei angesehenen britischen Bühnenstars hochkarätig besetzten Film Einladung zur Hochzeit beendete William Fairchild seine Tätigkeit für die Leinwand. Fairchild ist auch als Romancier (The Swiss Arrangement (1973) und No Man's Land (1988)) in Erscheinung getreten.

## Filmografie
Als Drehbuchautor, wenn nicht anders angegeben
- 1948: A Song for Tomorrow
- 1948: Colonel Bogey
- 1949: Badger's Green
- 1950: Die Nacht begann am Morgen (Morning Departure)
- 1951: Der Verdammte der Inseln (Outcast of the Islands)
- 1952: Ein Fressen für die Fische (Gift Horse)
- 1953: The Net
- 1953: Malta Story
- 1954: Front Page Story
- 1954: Dämonen der Südsee (The Seekers)
- 1955: Eine Frau kommt an Bord (Passage Home)
- 1955: Verliebt in eine Königin (John and Julie) (auch Regie, Buchvorlage)
- 1955: Lieber reich, aber glücklich (Value for Money)
- 1956: No Man's Land (Fensefilm, auch Buchvorlage)
- 1956: The Extra Day (auch Regie)
- 1957: Froschmann Crabb (The Silent Enemy) (auch Regie)
- 1959: Die vier Gerechten (The Four Just Me) (Fernsehserie, auch Regie)
- 1961: The Horsemasters (Fernsehzweiteiler, auch Regie)
- 1965: 199 Park Lane (Fernsehserie)
- 1968: Star!
- 1971: Am Tor zur Freiheit liegt der Totenschein (Embassy)
- 1972: The Darwin Adventure
- 1972: Der Mackintosh-Mann (The Mackintosh Man) (ungenannt)
- 1974: Fallen Angels (Fernsehfilm)
- 1982: The Sound of Murder
- 1983: Einladung zur Hochzeit (Invitation to the Wedding) (UA: 1985)